# Robert Coldwell Wood

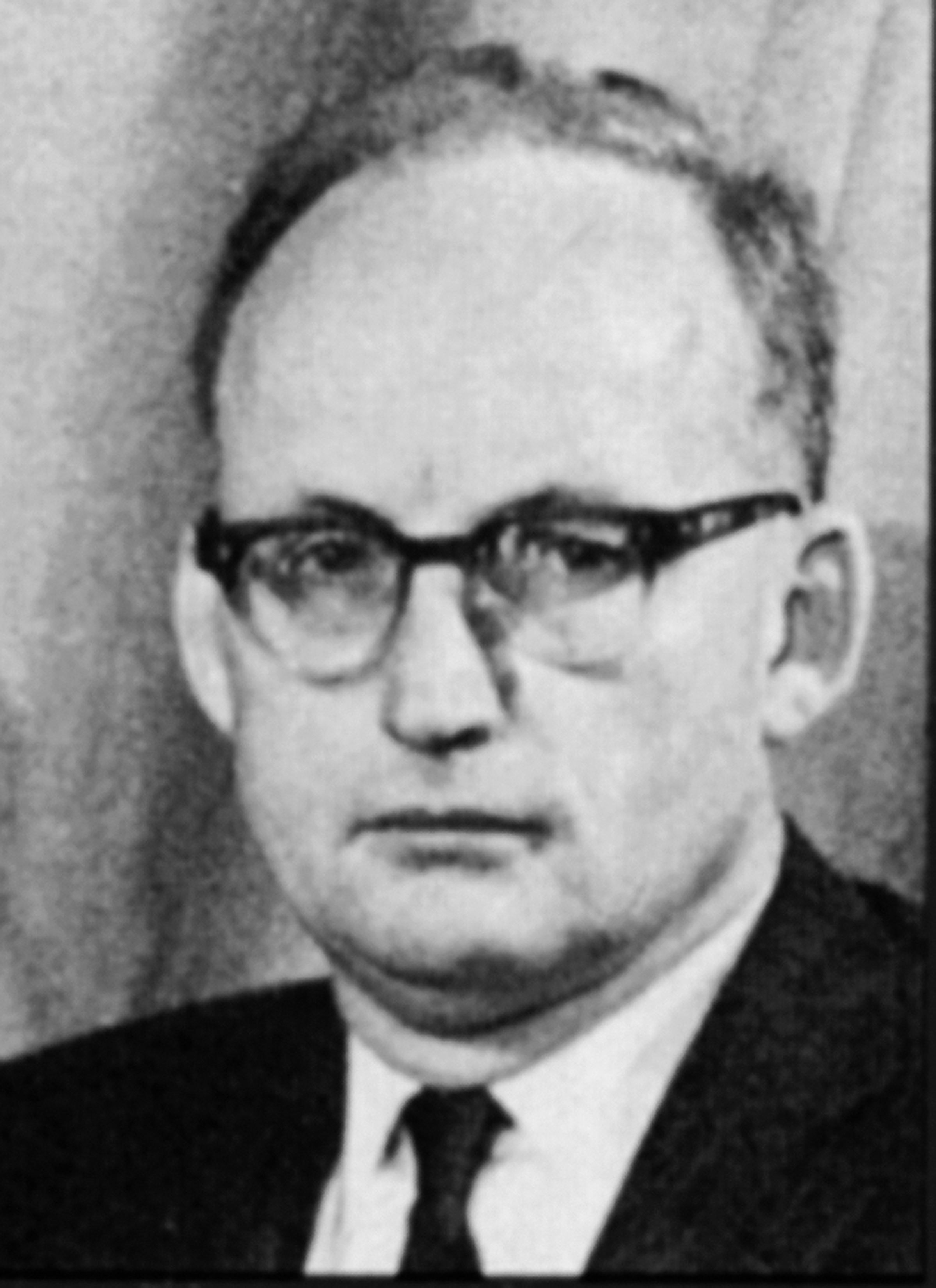
Robert C. Wood

Robert Coldwell Wood (ur. 16 września 1923 w St. Louis, zm. 1 kwietnia 2005 w Bostonie) – amerykański działacz państwowy.
Służył w armii USA w czasie II wojny światowej. Po wojnie podjął studia na Uniwersytecie w Princeton (ukończone w 1946), w 1950 obronił doktorat na Uniwersytecie Harvarda. Pracował w administracji stanowej Florydy (biuro legislacyjne, potem biuro budżetowe), ponadto wykładał nauki polityczne na harwardzkiej uczelni. W 1957 został adiunktem w Massachusetts Institute of Technology (MIT), a w 1965 szefem wydziału nauk politycznych tej uczelni.
W 1966 zawiesił pracę pedagogiczną na rzecz służby rządowej; został podsekretarzem w Departamencie Rozwoju Miast i Mieszkalnictwa. W styczniu 1969 przez kilka tygodni pełnił funkcję sekretarza (ministra) tego departamentu (w miejsce Roberta Weavera) w administracji prezydenta Lyndona Johnsona.
W latach 1969–1970 ponownie pracował w MIT, następnie pełnił funkcję rektora University of Massachusetts w Bostonie (1970–1977).